# Sinjip

Le Sinjip (en coréen : 신집) est un ouvrage historique rédigé vers 600 par le lettré coréen Yi Mun-jin. Bien qu'il ne nous soit pas parvenu, il sert de source à des ouvrages postérieurs.

## Source
1. ↑  (en) Yŏng-ho Ch'oe, « An outline history of Korean historiography », Korean Studies, vol. 4,‎ 1980, p. 1-27 (lire en ligne, consulté le 24 septembre 2016) P.3